# Kermajärvi (sjö i Lappland)
Kermajärvi är en sjö i Finland. Den ligger i kommunen Övertorneå i landskapet Lappland, i den norra delen av landet, 700 km norr om huvudstaden Helsingfors. Kermajärvi ligger 145,6 meter över havet.Arean är 1,85 kvadratkilometer och strandlinjen är 9,38 kilometer lång. Sjön  ingår i Torne älvs huvudavrinningsområde. 